# Zelotibia curvifemur
Zelotibia curvifemur es una especie de araña araneomorfa del género Zelotibia, familia Gnaphosidae. Fue descrita científicamente por Nzigidahera & Jocqué en 2009.
Habita en Burundi.